# Final de la Eurocopa 1984

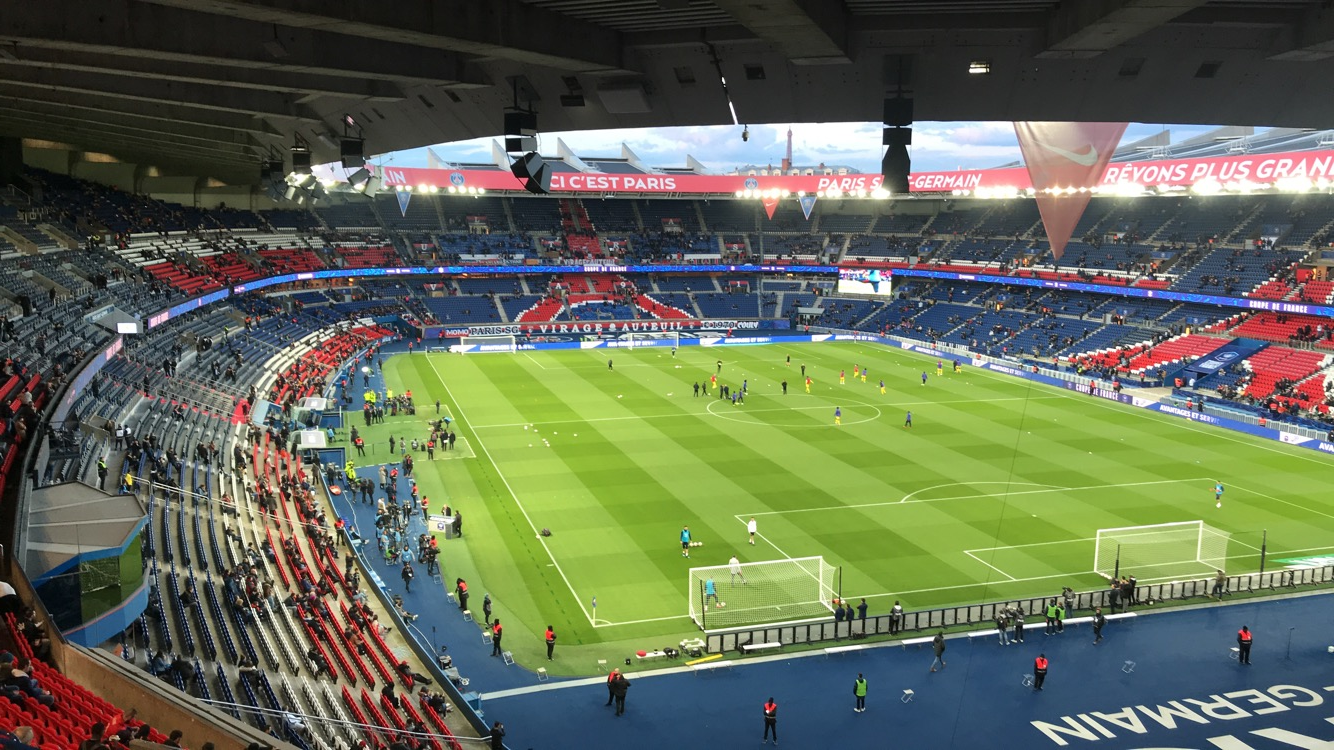
El estadio Parc des Princes fue la sede de la final, además de otros dos partidos de la fase de grupos.

La final de la Eurocopa 1984 fue un encuentro de fútbol disputado entre las selecciones absolutas de Francia y España en el Parc des Princes (París) el miércoles 27 de junio de 1984. En este encuentro la selección de Francia, país anfitrión del torneo, se proclamó vencedora de la Eurocopa por primera vez, igualando en el palmarés del torneo a la propia selección de España y a las selecciones de la Unión Soviética, Italia y Checoslovaquia.

## Enfrentamiento
| Bandera de Francia | vs. | Bandera de España |
| Francia 2          | vs. | España 0          |
| ------------------ | --- | ----------------- |

## Camino a la final
| Equipo     | Pts. | PJ | PG | PE | PP | GF | GC | Dif |
| ---------- | ---- | -- | -- | -- | -- | -- | -- | --- |
| Francia    | 6    | 3  | 3  | 0  | 0  | 9  | 2  | +7  |
| Dinamarca  | 4    | 3  | 2  | 0  | 1  | 8  | 3  | +5  |
| Bélgica    | 2    | 3  | 1  | 0  | 2  | 4  | 8  | -4  |
| Yugoslavia | 0    | 3  | 0  | 0  | 3  | 2  | 10 | -8  |

| Equipo           | Pts. | PJ | PG | PE | PP | GF | GC | Dif |
| ---------------- | ---- | -- | -- | -- | -- | -- | -- | --- |
| España           | 4    | 3  | 1  | 2  | 0  | 3  | 2  | +1  |
| Portugal         | 4    | 3  | 1  | 2  | 0  | 2  | 1  | +1  |
| Alemania Federal | 3    | 3  | 1  | 1  | 1  | 2  | 2  | 0   |
| Rumania          | 1    | 3  | 0  | 1  | 2  | 2  | 4  | -2  |

## Partido
Michel Platini abrió el marcador a los 57 minutos con su noveno gol del torneo, con un tiro libre bajo que pasó entre las manos del arquero español Luis Arconada. Bruno Bellone aumentó la ventaja de Francia en el último minuto para terminar 2 a 0.
| 1          | Guardameta     | Joël Bats              |     |
| 3          | Defensa        | Jean-François Domergue | 73' |
| 4          | Defensa        | Maxime Bossis          |     |
| 5          | Defensa        | Patrick Battiston      |     |
| 15         | Defensa        | Yvon Le Roux           |     |
| 6          | Centrocampista | Luis Miguel Fernández  |     |
| 10         | Centrocampista | Michel Platini         |     |
| 12         | Centrocampista | Alain Giresse          |     |
| 14         | Centrocampista | Jean Tigana            |     |
| 11         | Delantero      | Bruno Bellone          |     |
| 17         | Delantero      | Bernard Lacombe        | 80' |
| Entrenador | Entrenador     | Michel Hidalgo         |     |

| 1          | Guardameta     | Luis Arconada           |     |
| 2          | Defensa        | Santiago Urquiaga       |     |
| 3          | Defensa        | José Antonio Camacho    |     |
| 10         | Defensa        | Ricardo Gallego         |     |
| 12         | Defensa        | Salva García            | 85' |
| 7          | Centrocampista | Juan Antonio Señor      |     |
| 8          | Centrocampista | Víctor Muñoz            |     |
| 14         | Centrocampista | Julio Alberto Moreno    | 75' |
| 16         | Centrocampista | Francisco López Alfaro  |     |
| 9          | Delantero      | Santillana              |     |
| 11         | Delantero      | Francisco José Carrasco |     |
| Entrenador | Entrenador     | Miguel Muñoz            |     |

| 2 | Defensa   | Manuel Amoros    | 73' |
| 9 | Delantero | Bernard Genghini | 80' |

| 19 | Delantero      | Manuel Sarabia            | 75' |
| 15 | Centrocampista | Roberto Fernández Bonillo | 85' |

| Amonestado | 30' | Luis Miguel Fernández |
| Amonestado | 54' | Yvon Le Roux          |

| Amonestado | 26' | Ricardo Gallego         |
| Amonestado | 30' | Francisco José Carrasco |

| Otorgado · Expulsado | 85' | Yvon Le Roux |

| Anotado | 57' | Michel Platini | 1-0 |
| Anotado | 90' | Bruno Bellone  | 2-0 |

| Árbitro | Vojtech Christov |

| 1          | Guardameta     | Joël Bats              |     |
| 3          | Defensa        | Jean-François Domergue | 73' |
| 4          | Defensa        | Maxime Bossis          |     |
| 5          | Defensa        | Patrick Battiston      |     |
| 15         | Defensa        | Yvon Le Roux           |     |
| 6          | Centrocampista | Luis Miguel Fernández  |     |
| 10         | Centrocampista | Michel Platini         |     |
| 12         | Centrocampista | Alain Giresse          |     |
| 14         | Centrocampista | Jean Tigana            |     |
| 11         | Delantero      | Bruno Bellone          |     |
| 17         | Delantero      | Bernard Lacombe        | 80' |
| Entrenador | Entrenador     | Michel Hidalgo         |     |

| 1          | Guardameta     | Luis Arconada           |     |
| 2          | Defensa        | Santiago Urquiaga       |     |
| 3          | Defensa        | José Antonio Camacho    |     |
| 10         | Defensa        | Ricardo Gallego         |     |
| 12         | Defensa        | Salva García            | 85' |
| 7          | Centrocampista | Juan Antonio Señor      |     |
| 8          | Centrocampista | Víctor Muñoz            |     |
| 14         | Centrocampista | Julio Alberto Moreno    | 75' |
| 16         | Centrocampista | Francisco López Alfaro  |     |
| 9          | Delantero      | Santillana              |     |
| 11         | Delantero      | Francisco José Carrasco |     |
| Entrenador | Entrenador     | Miguel Muñoz            |     |

| 2 | Defensa   | Manuel Amoros    | 73' |
| 9 | Delantero | Bernard Genghini | 80' |

| 19 | Delantero      | Manuel Sarabia            | 75' |
| 15 | Centrocampista | Roberto Fernández Bonillo | 85' |

| Amonestado | 30' | Luis Miguel Fernández |
| Amonestado | 54' | Yvon Le Roux          |

| Amonestado | 26' | Ricardo Gallego         |
| Amonestado | 30' | Francisco José Carrasco |

| Otorgado · Expulsado | 85' | Yvon Le Roux |

| Anotado | 57' | Michel Platini | 1-0 |
| Anotado | 90' | Bruno Bellone  | 2-0 |

| Árbitro | Vojtech Christov |

|                    |
| Bandera de Francia |
| Campeón Francia    |
| 1.º Título         |